# Dwadzieścia Cztery Przykłady Synowskiej Miłości
Dwadzieścia Cztery Przykłady Synowskiej Miłości (chiń. 二十四孝; pinyin èrshísì xiào) – w kulturze chińskiej dwadzieścia cztery postacie, które praktykowały we wzorcowy sposób konfucjańską cnotę nabożności synowskiej (xiao). Po raz pierwszy dokonał ich zestawienia Guo Jujing, żyjący w czasach dynastii Yuan (1260–1368).
1. Shun (舜) – ogrom jego synowskiej miłości wzruszył bogów
2. Han Wendi (汉文帝) – osobiście opiekował się chorą matką
3. Zeng Shen (曾参) – gdy jego matka gryzła palec niepokojąc się o syna, odczuwał ból w sercu
4. Min Sun (闵损) – odziewany przez okrutną macochę w suknię z liści, okazywał jej szacunek należny matce
5. Zhong You (仲由) – z daleka przynosił na plecach kosze z ryżem, by nakarmić rodziców
6. Dong Yong (董永) – oddał się w niewolę, by wyprawić ojcu godny pogrzeb
7. Tanzi (郯子)  – nakarmił swoich głodujących rodziców sarnim mlekiem
8. Jiang Ge (江革) – został służącym, by wspomóc biedną matkę
9. Lu Ji (陆绩) – ukradł pomarańcze, by nakarmić głodną matkę
10. Tang Yingnian (唐英年) – własną piersią wykarmiła chorą teściową
11. Wu Meng (吴猛) – chronił rodziców przed komarami, pozwalając by gryzły jego
12. Wang Xiang (王祥) – ciepłem własnego ciała topił lód, by zimą złowić dla matki ryby
13. Guo Ju (郭巨) – gdy jego rodzina głodowała, pochował żywcem syna, aby starczyło jedzenia dla rodziców
14. Yang Xiang (杨香) – stoczył walkę z tygrysem, który rzucił się na jego ojca
15. Zhu Shouchang (朱寿昌) – zrezygnował z zajmowanych stanowisk urzędniczych, by odszukać swoją matkę
16. Yu Qianlou (庾黔娄) – bezgranicznie poświęcał się dla własnego ojca
17. Laolaizi (老莱子) – aby rozbawić swoich starych rodziców, odgrywał przed nimi występy w śmiesznych strojach
18. Cai Shun (蔡顺) – zbierał jagody dla swojej matki
19. Huang Xiang (黄香) – latem wachlował poduszkę swojego ojca, a zimą ogrzewał jego łóżko
20. Jiang Shi (姜诗) – codziennie pokonywał duże odległości, by przynieść matce świeżą wodę i ryby z rzeki
21. Wang Pou (王裒) – nie zważając na szalejącą burzę odwiedzał grób swojej matki
22. Ding Lan (丁兰) – po śmierci rodziców wykonał ich drewniane podobizny
23. Meng Zong (孟宗) – chodził zimą po lesie w poszukiwaniu bambusów dla swojej matki
24. Huang Tingjian (黄庭坚) – własnoręcznie czyścił nocnik swojej matki